# L'Accord en mineur
Pour plus de détails, voir Fiche technique et Distribution.
L'Accord en mineur (titre original : L'accordo in minore) est un film muet italien réalisé par Ubaldo Maria Del Colle et sorti en 1914.

## Fiche technique
- Titre : L'Accord en mineur
- Titre original : L'accordo in minore
- Réalisation : Ubaldo Maria Del Colle
- Scénario :
- Photographie : Augusto Navone
- Montage :
- Producteur :
- Société de production : Savoia Film
- Société de distribution : Savoia Film (Italie)
- Pays d'origine :  Royaume d'Italie
- Langue : film muet avec les intertitres en italien
- Format : Noir et blanc — 35 mm — 1,33:1 — Muet
- Genre :
- Durée : 43 minutes
- Dates de sortie : 
  -  Royaume d'Italie : 22 avril 1914
  -  France : mai 1914

## Distribution
- Maria Carmi :
- Dillo Lombardi :
- Alberto Nepoti :